# Зибарев, Александр Григорьевич
Александр Григорьевич Зибарев (8 октября 1938, село Преображенка, СССР — 25 февраля 2023, Тольятти, Россия) — российский бизнесмен и экономист, кандидат технических наук, доктор экономических наук, профессор, член-корреспондент РАН (1994), президент Международного института рынка (Самара).

## Биография
Окончил Куйбышевский политехнический институт в 1965 году. В 1965—1967 годах работал на Средневолжском станкостроительном заводе, прошёл путь от мастера до заместителя начальника цеха.
В 1967 году получил должность заместителя начальника цеха нестандартного оборудования на Волжском автомобильном заводе. С 1971 года стал начальником управления запасных частей. В 1976 году стал заместителем директора по экспорту и техническому обслуживанию автомобилей. С 1981 года — заместитель директора по производству. В 1988 году — заместитель генерального директора по экспорту и техническому обслуживанию автомобилей. С 1993 года — вице-президент, затем генеральный директор департамента маркетинга, торговли и технического обслуживания автомобилей. С 1999 года — вице-президент по связям и экономике с государствами СНГ. В 2001—2002 годах — главный советник президента АвтоВАЗа.
С 2002 года — председатель научно-методического совета Международный институт рынка.
Организовал размещение заказов на производство комплектующих изделий и дефицитных запасных частей на автомобили ВАЗ на более чем 800 оборонных заводах страны, тем самым был ликвидирован дефицит на запасные части. Организовал финансирование и строительство Центра запасных частей ВАЗа, автоматизированную систему управления площадью 55 тысяч м², обеспечивающего поставки компонентов автомобилей ВАЗ на автосборочные предприятия, в том числе и за пределами России. Принимал непосредственное участие в организации Международного института рынка в Самаре.
Награды: заслуженный машиностроитель России, награждён Орденом «Дружбы народов», Орденом «Трудового Красного Знамени».
Скончался 25 февраля 2023 года на 85-м году жизни. Похоронен на Городском кладбище Тольятти.

## Основные работы
- Организация обеспечения потребителей запасными частями в системе АвтоВАЗа. — Тольятти, 1976 (в соавт. с Григорьевым Г. М., Целиковым Ю. К. и др.).